# 75. rangerski polk
Za druge 75. polke glej 75. polk.
75. rangerski polk (tudi Rangerji kopenske vojske Združenih držav, črne baretke; angleško 75th Ranger Regiment, United States Army Rangers) je elitni in specialni polk lahke pehote, ki je izurjen za izvajanje zračnih desantov in drugih specialnih operacij. Polk je v sestavi Poveljstva specialnih operacij Kopenske vojske ZDA in trenutno nadaljuje tradicijo Rangerjev Kopenske vojske ZDA.

## Zgodovina
Začetki polka segajo v leto 1969, v obdobje vietnamske vojne, ko so to enoto ustanovili iz več manjših čet rangerjev. Po vojni so jo sicer razpustili, vendar so jo zaradi potreb znova vzpostavili leta 1974. Sprva sta jo sestavljala le dva bataljona in poveljstvo polka so vključili leta 1984, ta je nastanjena v bazi Fort Benning. Polk danes sodi med elitne enote lahke pehote za specialno vojskovanje.
Bogato bojno tradicijo te enote zdaj nadaljuje 75. polk rangerjev, ki je sestavni del ameriškega poveljstva kopenskih sil za specialne operacije. Enota je namenjena predvsem za neposredne akcije.
Sestavljajo ga trije bataljoni, ki imajo domicil v različnih bazah ameriških oboroženih sil:
- 1. bataljon v bazi Hunter (Georgia)
- 2. bataljon v bazi Fort Lewis (Washington)
- 3. bataljon v bazi Fort Banning (Georgia)

V vsakem od njih je 580 pripadnikov in velja za še popolnoma operativnega, če je v njem vsaj 85 % pripadnikov in drugi na usposabljanjih. Bataljon rangerjev sestavljajo tri strelske čete, poveljniška četa in poveljstvo. Vsaka strelska četa ima 152 pripadnikov, razporejenih v tri strelske vode in vod za topniško podporo, ki ga sestavlja oddelek minometov kal. 60mm + ter oddelek prenosnih protioklepnih raketometov in ostrostrelcev.
Vsak bataljon je po sistemu rotacije po en mesec v najvišji stopnji pripravljenosti in ga lahko napotijo kamor koli na svetu v osemnajstih urah po sprejetju ukaza.

## Organizacija
Usposabljanje:
- praviloma morajo biti kandidati kvalificirani padalci (ni nujno)
- izpolnjevati morajo zdravniške zahteve in psihične zahteve
- najprej gredo na tritedensko padalsko usposabljanje, kjer opravijo vsaj 10 skokov s padalom
- sledi osnovno pehotno usposabljanje
- nato sledi tritedenska faza indoktrinacije, kjer inštruktorji preverijo motiviranost in odločnost kandidatov.
- tistim ki uspe izpolniti izjemno stroga merila, se vključijo v enega od treh bataljonov, kjer pridobijo osnovna znanja in veščine.
- Po določenem času kandidate napotijo v eno izmed številnih šol za Rangerje, kjer pridobijo specialne veščine in znanja
- 1. del usposabljanja je v eni izmed baz, kjer rekruti delajo dolge pohode z malo spanja, običajno na meji vseh zmožnosti
- 2. del je v bazi Dahlenga, poudarek je na gorništvu
- 3. del je v letalski bazi Eglin, kjer kandidate urijo za bojevanje v džunglah in močvirjih
- Po uspešno opravljenih treh delih se vrnejo v bazo Rangerjev, iz katero so jih poslali
- Rangerji se urijo vse življenje katerega preživijo v enoti